# Undheim
Undheim är en tätort och kyrkby i Time kommun i Rogaland fylke i sydvästra Norge. Orten ligger där fylkesväg 505 möter fylkesväg 4410 och fylkesväg 4428, sydöst om staden Bryne. Här finns Undheims kyrka.

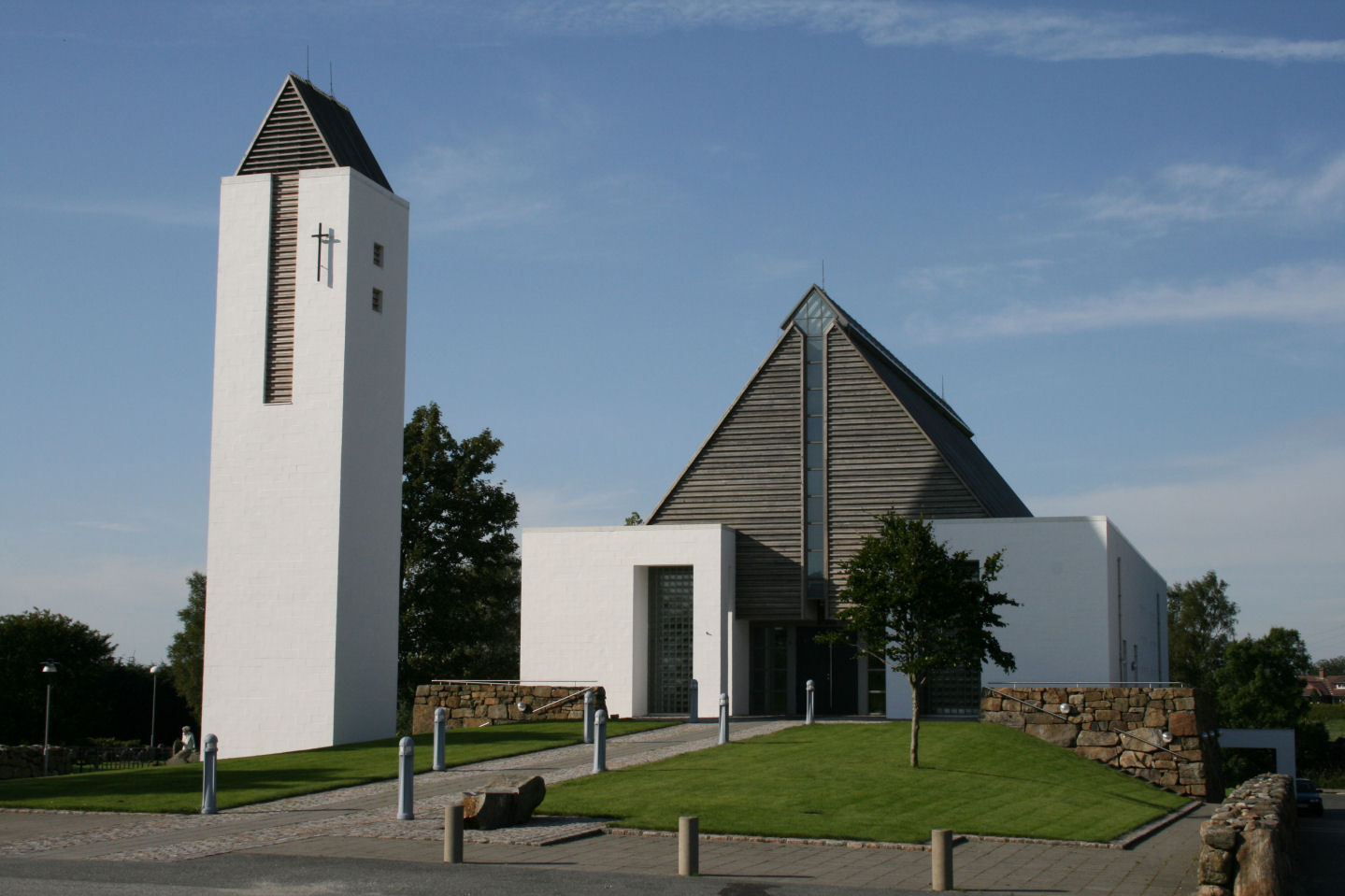
Undheims kyrka.